# Ментаста-Лейк (Аляска)
Ментаста-Лейк (англ. Mentasta Lake) — переписна місцевість (CDP) в США, в окрузі Вальдес-Кордова штату Аляска. Населення — 127 осіб (2020).

## Географія
Ментаста-Лейк розташована за координатами 63°1′20″ пн. ш. 143°30′27″ зх. д. / 63.02222° пн. ш. 143.50750° зх. д. (63.022206, -143.507365).  За даними Бюро перепису населення США в 2010 році переписна місцевість мала площу 781,63 км², з яких 777,12 км² — суходіл та 4,50 км² — водойми.

## Демографія
Згідно з переписом 2010 року, у переписній місцевості мешкало 112 осіб у 46 домогосподарствах у складі 28 родин. Густота населення становила 0 осіб/км².  Було 90 помешкань (0/км²).
Расовий склад населення:
| - 75,9 % — корінних американців - 23,2 % — білих |

До двох чи більше рас належало 0,9 %. Частка іспаномовних становила 0,0 % від усіх жителів.
За віковим діапазоном населення розподілялося таким чином: 27,7 % — особи молодші 18 років, 59,8 % — особи у віці 18—64 років, 12,5 % — особи у віці 65 років та старші. Медіана віку мешканця становила 34,0 року. На 100 осіб жіночої статі у переписній місцевості припадало 160,5 чоловіків;  на 100 жінок у віці від 18 років та старших — 131,4 чоловіків також старших 18 років.
Середній дохід на одне домашнє господарство  становив 26 883 долари США (медіана — 21 250), а середній дохід на одну сім'ю — 22 941 долар (медіана — 17 143). За межею бідності перебувало 57,3 % осіб, у тому числі 80,0 % дітей у віці до 18 років та 0,0 % осіб у віці 65 років та старших.
Цивільне працевлаштоване населення становило 44 особи. Основні галузі зайнятості: освіта, охорона здоров'я та соціальна допомога — 50,0 %, публічна адміністрація — 27,3 %, фінанси, страхування та нерухомість — 9,1 %.